# والجیو سول مینچیو
والجیو سول مینچیو (به ایتالیایی: Valeggio sul Mincio) یک کومونه در ایتالیا است که در استان ورونا واقع شده‌است. والجیو سول مینچیو ۶۳٫۹ کیلومتر مربع مساحت و ۱۴٬۱۵۵ نفر جمعیت دارد و ۸۸ متر بالاتر از سطح دریا واقع شده‌است.

## خواهرخوانده
شهرهای ایشن‌هاوزن و St. Johann in Tirol خواهرخوانده‌های والجیو سول مینچیو هستند.